# Port und Starboard

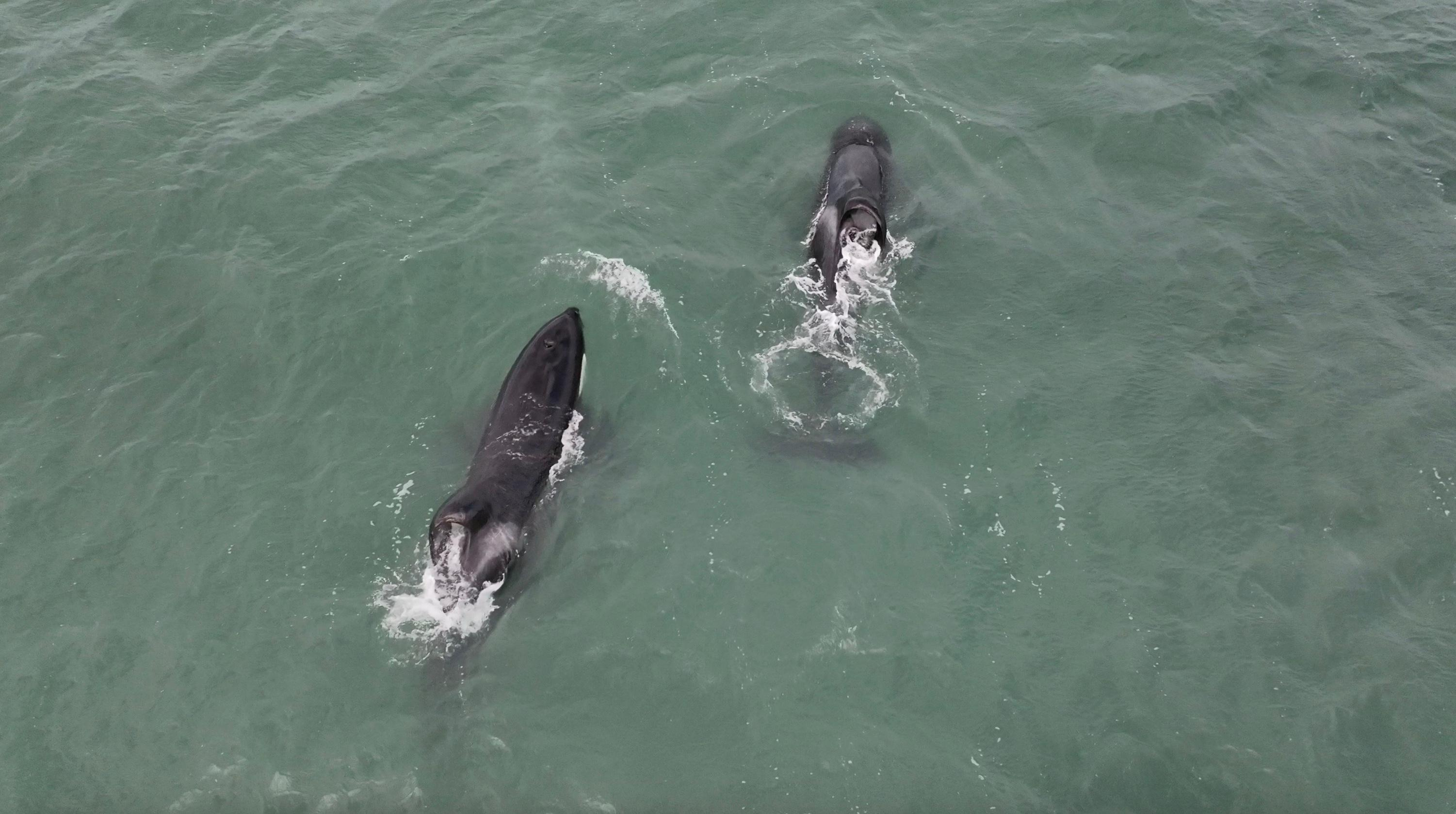
Aufnahme von Port (links) und Starboard in der Mossel Bay; aufgenommen im Juli 2024 von der White Shark Ocean

Port und Starboard sind zwei männliche Schwertwale, die durch ihr Jagdverhalten bekannt geworden sind: Sie jagen mit hoher Effizienz Haie, um deren Leber zu fressen. Ihr Erkennungsmerkmal ist bei beiden eine abgeknickte Finne. Namensgebend ist, dass diese jeweils in die entgegengesetzte Richtung geneigt ist – zu deutsch Backbord und Steuerbord. Die beiden Schwertwale entstammen vermutliche Populationen des Offshore-Ökotyps, die bekannt sind für die Jagd auf große Fische wie Haie. Forscher vermuten, dass sie wegen Überfischung oder Umweltveränderungen in küstennahe Gewässer gewandert sind. Das Jagdgebiet befindet sich in den Gewässern vor Namibia und Südafrika, u. a. in der Mossel Bay und der False Bay.

## Beobachtungen
Seit 2009 konnte man verstärkt Schwertwale in der False Bay beobachten, die mit den dortigen Haien koexistierten und sich hauptsächlich von Meeressäugern ernährten. Allerdings wurde in den Jahren 2015 und 2016 plötzlich eine Änderung des Jagdverhaltens beobachtet. Man konnte nachweisen, dass die beiden männlichen Orkas Port und Starboard sich darauf spezialisierten, u. a. Weiße Haie zu erbeuten und ausschließlich deren Leber zu fressen. Die Leber der Haie verhilft den Fischen zu Auftrieb und gilt als sehr fettreich.
Forscher erwarten grundlegende Auswirkungen auf das lokale Ökosystem durch das Verschwinden der Bestände des Weißen Hais.

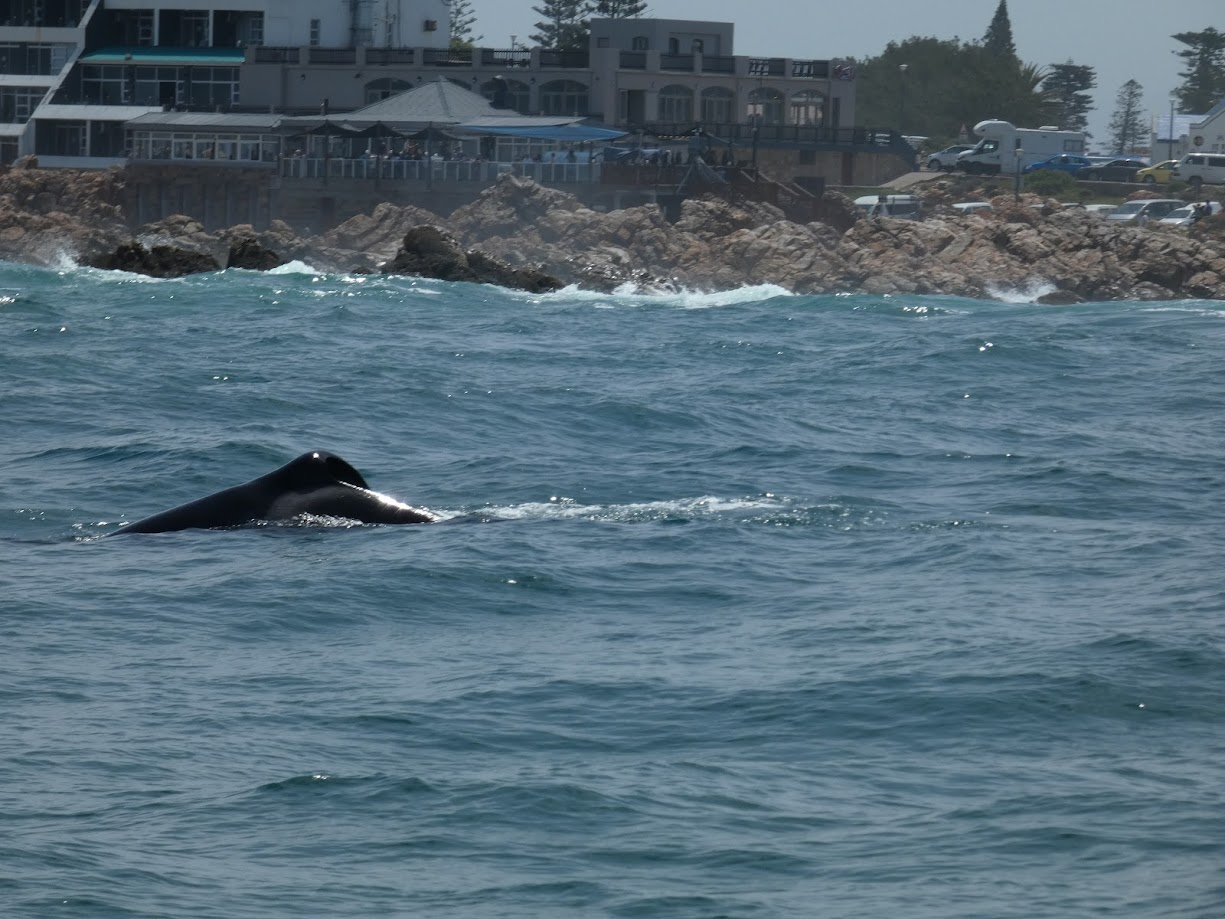
Starboard in der Mossel Bay

Im Februar 2023 wurde beobachtet, dass die zwei Schwertwale an einem Tag 17 Siebenkiemenhaie getötet und deren Leber gefressen haben. Im März 2024 wurde Starboard dabei beobachtet, wie er innerhalb von zwei Minuten alleine einen jungen Weißen Hai tötete und dessen Leber fraß.

## Einfluss
Es gibt Bedenken hinsichtlich der Auswirkungen des Verschwindens der Weißen Haie in der False Bay auf das lokale Ökosystem, da die Haie der Hauptfressfeind der lokalen Seebärenpopulation sind. Wissenschaftler glauben, dass das Auftreten von Port und Starboard, neben dem Klimawandel und der kommerziellen Fischerei, einer der Hauptfaktoren für den Rückgang der Haipopulationen ist. Eventuell wirkten sich auch Fluchteffekte negativ auf die Bestände aus. Es konnte nachgewiesen werden, dass der Bronzehai die entstehende Lücke im Ökosystem füllt.
Forscher vermuten, dass das Verschwinden der Weißen Haie die Population der Kap-Pelzrobben stark ansteigen ließ und Fälle von Tollwut unter den Robben häufiger wurden. Die größere Population der Robben wiederum gefährde die Bestände der vom Aussterben bedrohten Brillenpinguine.
Das seltenere Auftauchen Weißer Haie wirkt sich auch auf die lokale Wirtschaft aus, da das bei Touristen beliebte Haikäfigtauchen nicht mehr erfolgreich durchgeführt werden kann.